# 云布龙
云布龙（1937年12月—2000年6月12日），蒙古族，土默特旗沙尔沁乡（今属土默特左旗）人。原内蒙古自治区人民政府主席。其父云蔚参与发动百灵庙暴动。云蔚是乌兰夫夫人云丽文的三叔。

## 生平
云布龙早年在土默特小学、中学念书。1957年，他考入太原工学院机械系。1958年12月，他加入中国共产党。1962年8月，他毕业分配到第一机械工业部所属太原重型机器厂工作，曾任工具技术检查站站长。1973年6月，他被调到内蒙古工学院机械系任教。中共十一届三中全会后，他任内蒙古工学院团委副书记、书记。1980年5月，他被调到内蒙古自治区标准计量局，历任处长、局党组成员、副局长。1981年12月起，他担任内蒙古大学副校长、党委副书记、书记。
1990年8月，他任内蒙古自治区高级人民法院党组副书记、副院长。1992年5月，他任内蒙古自治区人民政府党组成员、副主席。1994年12月，他任中共内蒙古自治区党委副书记兼纪律检查委员会书记。1998年1月，在内蒙古自治区第九届人民代表大会第一次会议上，他当选为内蒙古自治区人民政府主席。他是中国共产党第十五次全国代表大会代表、中国共产党第十五届中央委员会委员、第九届全国人大代表。
2000年6月12日，他在锡林郭勒盟考察工作途中，乘坐的汽车在正蓝旗桑根达来镇207国道与集通铁路相交的无人看守道口与火车相撞，云布龙因伤势过重不幸殉职，终年63岁。